# Troubleshooting
Troubleshooting é um diagrama indicando os diversos possíveis problemas que um produto, processo ou sistema operacional pode apresentar, com suas causas e como proceder diante de cada problema, muitas vezes aplicado na reparação de produtos ou processos falhados. É uma busca sistemática e lógica pela raiz de um problema, de modo a que possa ser resolvido e o produto ou processo possa ficar novamente operacional. O troubleshooting é necessário para desenvolver e manter sistemas complexos onde os sintomas de um problema podem ter diversas causas. É usado em muitos campos, tais como a engenharia, a administração de sistemas, a eletrônica, a reparação de automóveis e o diagnóstico de doenças. Normalmente um processo de eliminação é usado para isolar as possíveis causas dos problemas.